# Ночь древних огней
Ночь древних огней (фин. Muinaistulien yö, эст. Muinastulede öö) — праздник, который зародился в 1992 году на морских побережьях Эстонии и Финляндии, а позже был поддержан населением других стран Балтийского региона. Костры по традиции зажигают в последнюю субботу августа во время заката, примерно в 20:30—21:30.

## Легенда
Ещё в древности, во времена викингов, огни давали возможность отправлять сообщения. Затем для того, чтобы моряки, которые приходили в Балтийское море, могли найти берег и фарватер для захода в безопасный порт, была разработана единая система предупреждений и сообщений с маяков, расположенных вдоль побережья.
«Древние огни» сегодня — это дань традициям и память о предках. В то же время есть у этого мероприятия и экологическая цель — напомнить, что у нас одно общее море и оно должно быть сохранено. «Древние огни» — это различные мероприятия на море и на природе для путников, задержавшихся в заключительном мероприятии лета.
В 2009 году мероприятия впервые были проведены в национальном масштабе, и официальный сайт «Ночи древних огней» пригласил людей не только разжигать костры на пляжах, но и ввёл веб-карту костров, чтобы каждый мог отметить место своего костра, планируемое количество участников и тему сопутствующего мероприятия, форма и содержание которого зависит от организатора каждого отдельного «костра». Каждый год на веб-карте отмечают более 700 костров и регистрируется более 10 тысяч участников.
В Эстонии частью праздника некоторое время был одновременный запуск в воздух китайских фонариков, в частности на побережье Пярну. Если запуск фонариков планируется осуществлять на расстоянии менее чем 5 км от аэропортов и взлётных площадок, для получения разрешения на это требуется в установленный срок подать заявку Лётному департаменту. Запуск фонариков в пожароопасный период запрещён. В последние годы в целях охраны окружающей среды эти фонарики рекомендуется не использовать.

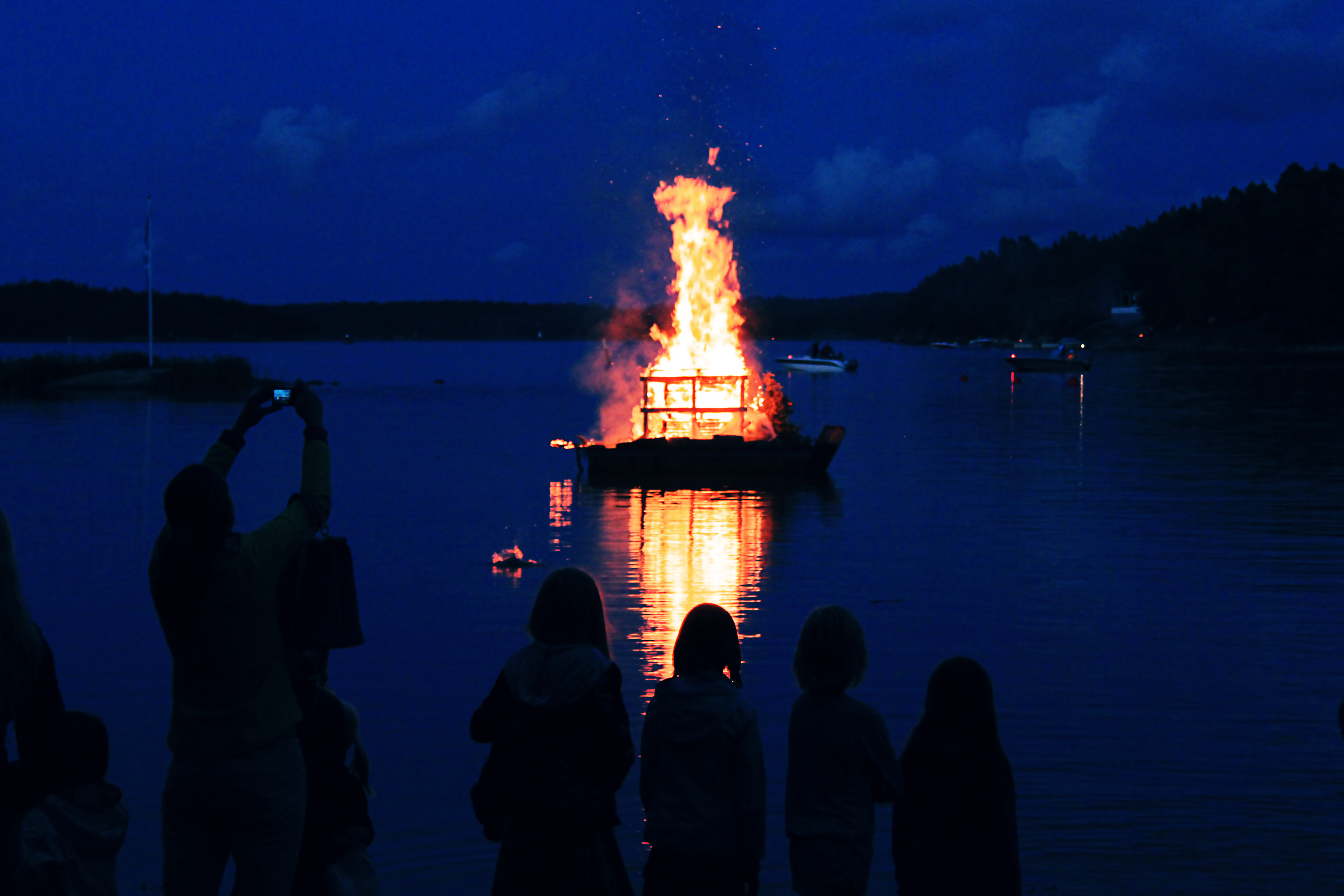
Ночь древних огней в 2012 году в Финляндии
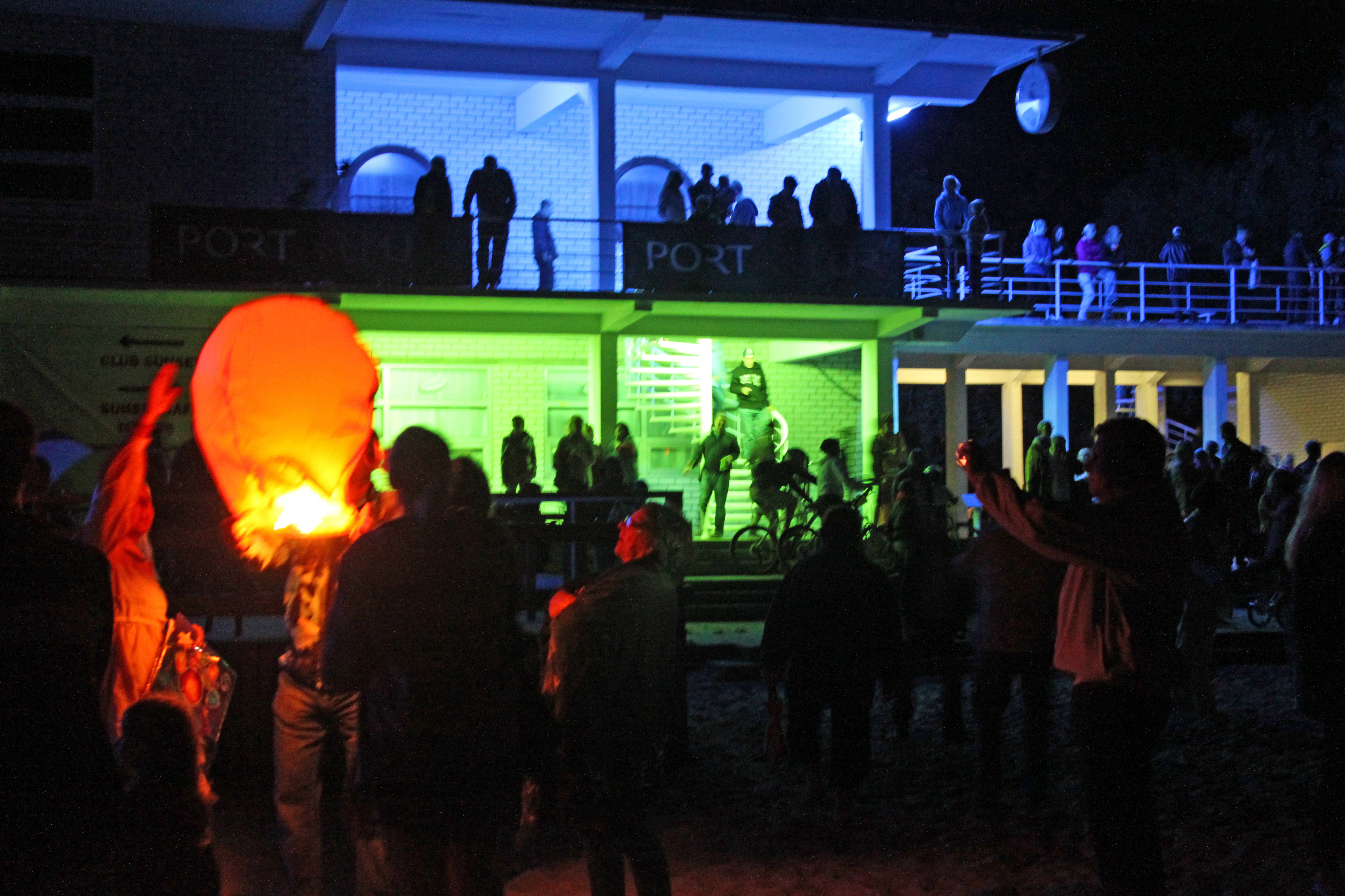
Ночь древних огней в 2013 году в Эстонии